# Río Ranchería
Le río Ranchería est un fleuve de Colombie.

## Géographie
Le río Ranchería prend sa source sur le versant est de la Sierra Nevada de Santa Marta, dans le département de La Guajira. Il coule ensuite vers le nord-est, entre la Sierra Nevada et la serranía de Perijá, avant d'obliquer vers le nord-ouest pour rejoindre la mer des Caraïbes au niveau de la ville de Riohacha.